# Centicore
De centicore is een fabeldier. Het heeft vier poten en rechte scherpe hoorns, waarvan het er één wegdraait in gevecht, net als de yale. 
De centicore heeft nog het meest weg van een paard, maar met de borst van een leeuw, een grote ronde snuit en oren in zijn bek in plaats van tanden.